# Dungannon Swifts FC
Dungannon Swifts Football Club je severoirský fotbalový klub, který hraje v NIFL Premiership. Klub byl založen v roce 1949. Klub hrál evropské soutěže.
Swifts sídlí v Dungannonu v hrabství Tyrone a své domácí zápasy hrají na Stangmore Parku. Domácí dres má modrou barvu a venkovní dres klubu má žlutou barvu.
Dungannon je známý pro rozvoj mládeže a mnoho odchovanců klubu, jako například Niall McGinn, Terry Devlin a Conor Bradley, se později prosadilo v profesionálním fotbale.